# Bala Kəngərli (Kürdəmir)
Bala Kəngərli è un comune dell'Azerbaigian situato nel distretto di Kürdəmir.